# Jedward
I Jedward sono un duo pop-rap composto dai gemelli irlandesi John Paul Henry Daniel Richard e Edward Peter Anthony Kevin Patrick Grimes (Dublino, 16 ottobre 1991).

## Storia
Sono conosciuti per aver partecipato alla sesta edizione dell'X Factor britannico sotto il nome di John & Edward, classificandosi al sesto posto.
L'11 febbraio 2011, hanno vinto la selezione nazionale irlandese (Eurosong 2011) e hanno rappresentato l'Irlanda all'Eurovision Song Contest 2011 a Düsseldorf, in Germania, con la canzone Lipstick, posizionandosi all'ottavo posto in finale.
Un anno dopo, hanno bissato il successo del 2011, con la canzone dal titolo Waterline, con cui hanno rappresentato il loro paese nell'edizione 2012 del concorso, chiudendo la finale al 19º posto.

## Discografia

### Album
- Planet Jedward - 2010
- Planet Jedward (New Release)  - 2011
- Victory - 2011
- Young Love - 2012
- Free Spirit - 2014

### Singoli
- You Are Not Alone - 2009
- Under Pressure (Ice Ice Baby) - 2010
- All the Small Things - 2010
- Lipstick - 2011
- Bad Behaviour - 2011
- Wow oh Wow - 2011
- Young Love  - 2012
- Waterline - 2012
- Free Spirit - 2014
- Hologram - 2016